# Machseja
Machseja (hebrejsky מַחְסֵיָה, v oficiálním přepisu do angličtiny Mahseya) je vesnice typu mošav v Izraeli, v Jeruzalémském distriktu, v Oblastní radě Mate Jehuda.

## Geografie
Leží v nadmořské výšce 255 metrů na pomezí zemědělsky využívané pahorkatiny Šefela a západního okraje zalesněných svahů Judských hor. Na severní straně míjí obec vodní tok Sorek, do kterého tu z jihu ústí vádí Nachal Zanoach. Do Nachal Zanoach zároveň v obci ústí od východu další dvě boční vádí, Nachal Ja'ala, jež míjí obec ze severu, a Nachal Machseja, tekoucí podél jižního okraje vesnice. Východně od mošavu se již zvedají první svahy Judských hor, poznamenané ovšem povrchovou těžbou kamene. Dál k východu stojí vrch Šluchat Hartuv.
Obec se nachází 35 kilometrů od břehu Středozemního moře, cca 42 kilometrů jihovýchodně od centra Tel Avivu, cca 22 kilometrů západně od historického jádra Jeruzalému a 1 kilometr východně od Bejt Šemeš. Machseji obývají Židé, přičemž osídlení v tomto regionu je etnicky převážně židovské.
Machseja je na dopravní síť napojena pomocí lokální silnice číslo 3866, která na západním okraji vesnice ústí do lokální silnice číslo 3855. Severně od mošavu rovněž podél potoka Sorek probíhá těleso železniční trati z Tel Avivu do Jeruzaléma. Zastávka je ale jen v sousedním městě Bejt Šemeš.

## Dějiny
Machseja byla založena v roce 1950. Novověké židovské osidlování tohoto regionu začalo po válce za nezávislost tedy po roce 1948, kdy Jeruzalémský koridor ovládla izraelská armáda a kdy došlo k vysídlení většiny zdejší arabské populace. Na jižním okraji nynějšího mošavu stávala do roku 1948 velká arabská vesnice Dejr Aban. Římané ji nazývali Abenezer. Od středověku zde bylo arabské osídlení. Ve vesnici Dejr Aban stála mešita al-Umari. Pitnou vodu přivádělo potrubí z pramene Ajn Mardžalajn vzdáleného pět kilometrů. Roku 1931 žilo v Dejr Aban 1534 lidí v 321 domech. Izraelci byl Dejr Aban dobyt v říjnu 1948. Zástavba pak byla zbořena, s výjimkou jednoho domu.
Ke zřízení současného mošavu došlo 4. května 1950. Zakladateli byla skupina Židů z Jemenu a Maroka. Ti se tu ale neudrželi a byli nahrazeni židovskými imigranty z Indie (z okolí města Kočin). Jméno vesnice odkazuje na biblickou postavu Machsejáše  zmmiňovaného v Knize Jeremjáš 32,12

## Demografie
Podle údajů z roku 2014 tvořili naprostou většinu obyvatel v Machseje Židé (včetně statistické kategorie "ostatní", která zahrnuje nearabské obyvatele židovského původu ale bez formální příslušnosti k židovskému náboženství).
Jde o menší obec vesnického typu s dlouhodobě mírně rostoucí populací. K 31. prosinci 2014 zde žilo 423 lidí. Během roku 2014 populace stoupla o 3,9 %.
| Rok            | 1961 | 1972 | 1983 | 1995 | 2001 | 2003 | 2004 | 2005 | 2006 | 2007 | 2008 | 2009 | 2010 | 2011 | 2012 | 2013 | 2014 |
| -------------- | ---- | ---- | ---- | ---- | ---- | ---- | ---- | ---- | ---- | ---- | ---- | ---- | ---- | ---- | ---- | ---- | ---- |
| Počet obyvatel | 183  | 205  | 242  | 303  | 360  | 353  | 342  | 359  | 385  | 382  | 386  | 389  | 388  | 414  | 412  | 407  | 423  |